# Фей Ашли
Фей Ашли (на английски: Faye Ashley) е американска писателка на произведения в жанра съвременен любовен роман. Пише под псевдонимите Ашли Съмърс (на английски: Ashley Summers) и Даяна Ривърс (на английски: Diana Rivers).

## Биография и творчество
Фей Шепърд Ашли е родена на 5 октомври 1933 г. в Охайо, САЩ, в семейството на Доли Тол и Крокет Дейв Шепърд. След завършване на гимназията се омъжва за Лорънс Ашли. Имат три деца – Деби Клейтън, Лари Ашли, и Сюзън Брюмуел.
След отглеждане на децата си започва самостоятелен бизнес в сферата на озеленяването. Голям почитател на романтичната литература сама започва да пише любовни романи.
През 1982 г. публикува първия си роман „Adam's Daughter“, а в същата година и „Fires of Memory“ под псевдонима Ашли Съмърс. От 1990 г. публикува и под псевдонима Даяна Ривърс.
Фей Ашли умира на 29 март 2010 г. в Уудландс, Тексас.

## Произведения

### Като Фей Ашли

#### Самостоятелни романи
- Adam's Daughter (1982)
- Blue Wildfire (1983)
- Besieged (1987)
- Lost in My Dreams (1996)
- September Valentine (1997)

### Като Ашли Съмърс

#### Самостоятелни романи
- Fires of Memory (1982)
- A Private Eden (1983)
- Season of Enchantment (1983)
- The Marrying Kind (1983)
- Juliet (1986)
- Heart's Delight (1987)
- Вечната Ева, Eternally Eve (1989)
- Heart's Ease (1991)
- On Wings of Love (1996)
- That Loving Touch (1999)
- Beauty in His Bedroom (2001)

#### Сборници
- Business or Pleasure? (2002) – с Катрин Йенсен

### Като Даяна Ривърс

#### Самостоятелни романи
- Making Waves (2002)
- The Smuggler, the Spy and the Spider (2012)

#### Серия „Адра“ (Hadra)
1. Journey To Zelindar (1990)
2. Daughters of the Great Star (1992)
3. The Hadra (1995)
4. Clouds of War (2002)
5. The Red Line of Yarmald (2003)
6. Her Sister's Keeper (2008)
7. City of Strangers (2008) – издаден и като „Her Sister's Keepers“